# Sulfeto de mercúrio(II)
Sulfeto de mercúrio (II), também chamado de sulfeto mercúrico ou simples mas erroneamente sulfeto de mercúrio, Sulfureto de mercúrio (II) (Português Europeu) é o composto químico de fórmula HgS. Composto de mercúrio e enxofre, ele é virtualmente insolúvel em água.
α-HgS é um semicondutor direto com gap de energia de 2.1eV a 300 K.